# سمهود قبلی، قنا
سمهود قبلی (به عربی: القبلي سمهود)، روستایی از توابع شهرستان ابو تشت در استان قنا و کشور مصر است.

## جمعیت
براساس سرشماری سال ۲۰۰۶ مصر، جمعیت آن ۴۵۰۷ نفر(۲۱۸۱ مرد و ۲۳۲۶ زن) بوده‌است.